# August Krogh
Schack August Steenberg Krogh (ur. 15 listopada 1874 w Grenie, zm. 13 września 1949 w Kopenhadze) – duński lekarz, fizjolog, laureat Nagrody Nobla w dziedzinie medycyny z 1920 roku.

## Życiorys
W 1899 ukończył studia na Uniwersytecie Kopenhaskim, a od 1916 roku był profesorem fizjologii zwierzęcej na macierzystej uczelni. Przy tej uczelni założył w 1910 roku pierwsze laboratorium badawcze fizjologii zwierząt. W badaniach naukowych współpracował z żoną, Marie Krogh (1874–1943).
Najważniejsze prace Krogha dotyczyły fizjologii oddychania i krążenia. Badał krążenie krwi w drobnych naczyniach oraz zaopatrzenie tkanek w krew, odkrył zależność produkcji energii od ilości pochłanianego przez organizm tlenu. Za odkrycie regulacyjnego mechanizmu naczyń włosowatych w pełni opisanego w The Anatomy and Physiology of Capillaries (1922), otrzymał w 1920 roku Nagrodę Nobla.
Wprowadził do fizjologii nowe metody badań (mikrometria) oraz przyrządy (spirometr).